# L'Amour à tout prix
Pour le manga de Kanan Minami, voir L'Amour à tout prix (manga).
Pour plus de détails, voir Fiche technique et Distribution.
L'Amour à tout prix ou Pendant ton sommeil au Québec (While You Were Sleeping) est un film américain réalisé par Jon Turteltaub et sorti en 1995.

## Synopsis
À Chicago, Lucy, une jeune femme vivant seule, employée au métro, tombe sous le charme de Peter Callaghan, un séduisant avocat. Seule ombre au tableau, sa timidité l'empêche de l'aborder.
Le jour de Noël, alors que Peter, victime d'une bousculade, est laissé inconscient sur la voie du métro, Lucy lui sauve la vie. À l'hôpital, la famille de Peter, toujours dans le coma, la prend pour sa fiancée. N'arrivant pas à avouer la vérité à cette famille qui l'accueille bras ouverts, Lucy joue le jeu et passe les fêtes de fin d'année dans la famille de Peter. Elle y rencontre Jack, le frère de Peter. Les deux tombent amoureux sans se l'avouer.
Après le réveillon du Nouvel An, Peter se réveille. Il ne connaît pas Lucy.  Donc, on suppose qu'il doit souffrir d'amnésie. Elle et Peter passent du temps ensemble, et Saul persuade Peter de la demander, ce qu'il pense être une nouvelle fois, en mariage ; elle accepte, même si elle est amoureuse de Jack. Lorsque Jack lui rend visite la veille du mariage, elle lui donne une chance de changer d'avis, lui demandant s'il peut lui donner une raison de ne pas épouser Peter. Il répond qu'il ne peut pas, la laissant déçue. Le jour du mariage, juste au moment où un prêtre commence la cérémonie, Lucy avoue finalement tout et dit à la famille qu'elle aime Jack plutôt que Peter. À ce stade, la véritable fiancée de Peter, Ashley Bartlett Bacon (Ally Walker), qui se trouve être déjà mariée, arrive et demande également l'arrêt du mariage. Profitant de la confusion, Lucy se dérobe, inaperçue, incertaine de son avenir.
Quelque temps plus tard, pendant que Lucy est au travail, Jack place une bague de fiançailles dans le plateau à jetons de son stand. Elle le laisse entrer dans la cabine (après avoir payé son billet) et, avec toute la famille Callaghan qui le regarde, il la demande en mariage. Dans les dernières scènes du film, ils s'embrassent à la fin de leur mariage, puis partent en train CTA pour leur lune de miel. Elle raconte qu'il a réalisé son rêve d'aller à Florence, en Italie, et explique que, lorsque Peter lui a demandé quand elle est tombée amoureuse de Jack, elle a répondu : « C'était pendant que tu dormais ».

## Fiche technique
Sauf indication contraire, les informations mentionnées dans cette section peuvent être confirmées par la base de données cinématographiques IMDb,  présente dans la section « Liens externes ».
- Titre original : While You Were Sleeping
- Titre français : L'Amour à tout prix
- Titre québécois : Pendant ton sommeil
- Réalisation : Jon Turteltaub
- Scénario : Daniel G. Sullivan et Fredric LeBow
- Musique : Randy Edelman
- Montage : Bruce Green
- Phedon Papamichael
- Production : Hollywood Pictures
- Distribution : Buena Vista Film Distribution
- Pays de production :  États-Unis
- Langue originale : anglais
- Format : Couleurs - 1,85:1 - Dolby - 35 mm
- Genre : comédie romantique
- Durée : 103 minutes
- Dates de sortie : 
  - États-Unis : 4 janvier 1995
  - France : 16 août 1995

## Distribution
- Sandra Bullock (VF : Anneliese Fromont) (VQ : Anne Bédard) : Lucy Eleanor Moderatz
- Bill Pullman (VF : Renaud Marx) (VQ : Daniel Picard) : Jack Callaghan
- Peter Gallagher (VF : Bernard Gabay) (VQ : Pierre Auger) : Peter Callaghan
- Peter Boyle (VF : Jean Lescot) (VQ : Yves Massicotte) : Ox Callaghan
- Jack Warden (VF : André Valmy) (VQ : Vincent Davy) : Saul
- Glynis Johns (VF : Monique Mélinand) (VQ : Françoise Faucher) : Elsie
- Micole Mercurio (VQ : Véronique Watter) : Midge Callaghan
- Monica Keena (VQ : Violette Chauveau) : Mary Callaghan
- Michael Rispoli (VF : Michel Mella) (VQ : François L'Écuyer) : Joe Fusco
- Jason Bernard (VF : Robert Liensol) : Jerry
- Ally Walker (VF : Emmanuèle Bondeville) (VQ : Geneviève De Rocray) : Ashley Bartlett Bacon
- Marcia Wright : Celeste
- Dick Cusack (VF : Yves Barsacq) : Dr Rubin
- Mike Bacarella (VF : Jean-Claude Sachot) : M. Fusco
- James Krag (VF : Emmanuel Curtil) : Dalton Clarke
- Rick Worthy (VF : Thierry Desroses) : l'infirmier
- Margaret Travolta (VF : Frédérique Cantrel) : l'infirmière des admissions
- Bernie Landis (VF : Michel Fortin) : le portier